# Sami Yusuf
Sami Yusuf (* 21. července 1980 Teherán) je britský zpěvák azerského původu narozený v Íránu. V roce 2003 vydal debutové album Al-Mu`allim, s nímž prorazil. Od té doby vydal již osm studiových alb, pět živých alb a jednu kompilaci, jichž se prodalo více než 34 miliony kusů po celém světě. Zpívá anglicky, arabsky, ázerbájdžánsky, persky, turecky a urdsky, někdy jazyky střídá i v jedné písni, jako je tomu v případě hitu Hasbi Rabbi. Jeho tvorba se vyznačuje prolínáním různých hudebních stylů a žánrů, pohybuje se na pomezí folkové a rockové hudby. Věnuje se i charitativním projektům, v roce 2014 byl jmenován globálním velvyslancem OSN pro Světový potravinový program.